# Ленточница сходная
Ленточница сходная (лат. Catocala conversa) — ночная бабочка из семейства Erebidae.

## Описание
Крупная ночная бабочка. Размах крыльев — 50—54 мм. Передние крылья на верхней стороне имеют сложный рисунок, образованный тонкими зубчатыми черноватыми линиями и коричневатыми перевязями. Бахромка сероватая. Задние крылья тёмно-желтого цвета с чёрной срединной перевязью, не достигающей задний край крыла. Бахромка пёстрая — из желтоватых и сероватых участков. Брюшко сверху серовато-желтое.
В целом вид сходен с Catocala neonympha от которой отличается крупными размерами, более длинными и узкими передними крыльями, более выраженным и косо направленным к заднему краю крыльев темным внешним окаймлением прикорневого поля.

## Ареал
Южная и Средняя Европа, Кавказ, Закавказье, Северная Африка, Западная Азия, Южный Урал.

## Биология
Развивается в одном поколении за год. Время лёта бабочек в июне и июле. Бабочки активны в ночное время суток. Ведут преимущественно скрытый образ жизни. Часто привлекаются на бродящий сок деревьев и искусственные источники света. Зимуют яйца. Гусеница сероватого цвета. Кормовые растения гусениц — несколько видов дубов. Окукливание среди листьев кормового растения в плетённом рыхлом коконе. Куколка бурого цвета, с сизым налётом; развивается без диапаузы.